# Monte Binalud
El monte Binalud (en persa: کوه بینالود, kuh-e Binalud) es el pico más alto de la provincia de Jorasán Razaví en Irán. También se le llama Techo de Jorasán. Esta montaña está 4 kilómetros al norte de Nishapur y al sureste de Mashhad.